# Calcare di Morbio
Il Calcare di Morbio è un'unità stratigrafica che affiora nel Canton Ticino (Svizzera) (zona di Breggia); l'unità affiora anche in Italia in lembi di scarsa estensione presenti nel Comasco e nel Lecchese entro la parte sommitale del Calcare di Domaro (Pliensbachiano) in alta Brianza (zona di Canzo e di Cesana Brianza), che rappresentano contesti deposizionali di altofondo pelagico. Si tratta di calcari marnosi nodulari in tipica facies di Rosso Ammonitico, spesso riccamente fossiliferi a cefalopodi, il cui contenuto paleontologico ha permesso di attribuire l'unità alla parte superiore del Pliensbachiano (Domeriano) e al Toarciano basale.

## Descrizione
Calcari e calcari marnosi in facies di rosso ammonitico a tessitura tipicamente nodulare in strati decimetrici (fino a 40-50 cm), spesso amalgamati, di colore variegato da rosso a rosa chiaro, con chiazze e vene violacee e talora grigie, verdastre o turchine, con interstrati marnosi rossi micacei. Talora livelli di brecciole. In alcuni casi presenza di diffusa bioturbazione visibile sulle superfici di strato. Presenti cristalli di pirite, talora frequenti. fino a una sessantina di metri nella zona di Cesana Brianza.

## Contenuto paleontologico
Prevalentemente resti di ammoniti, quasi sempre allo stato di modelli interni; molto meno frequentemente si rinvengono nautiloidi e belemniti; raramente piastre di crinoidi, brachiopodi, gasteropodi e bivalvi. Le ammoniti sono prevalentemente attribuibili ai generi Arieticeras, Calliphylloceras, Phylloceras e Dactylioceras.

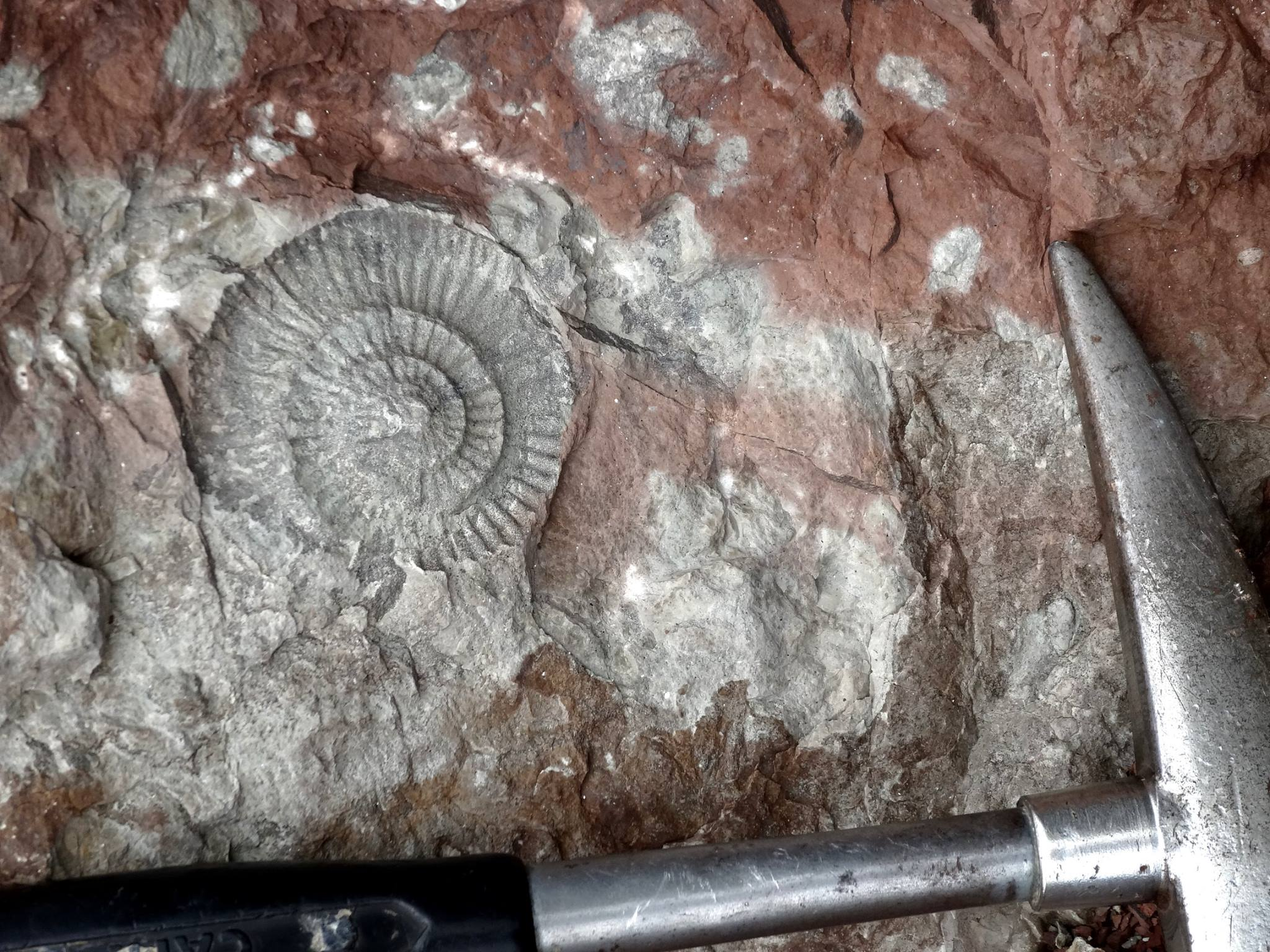
Superficie di strato di Calcare di Morbio con ammonite fossile (Dactylioceras). Cesana Brianza (ex cava dell'Alpetto).
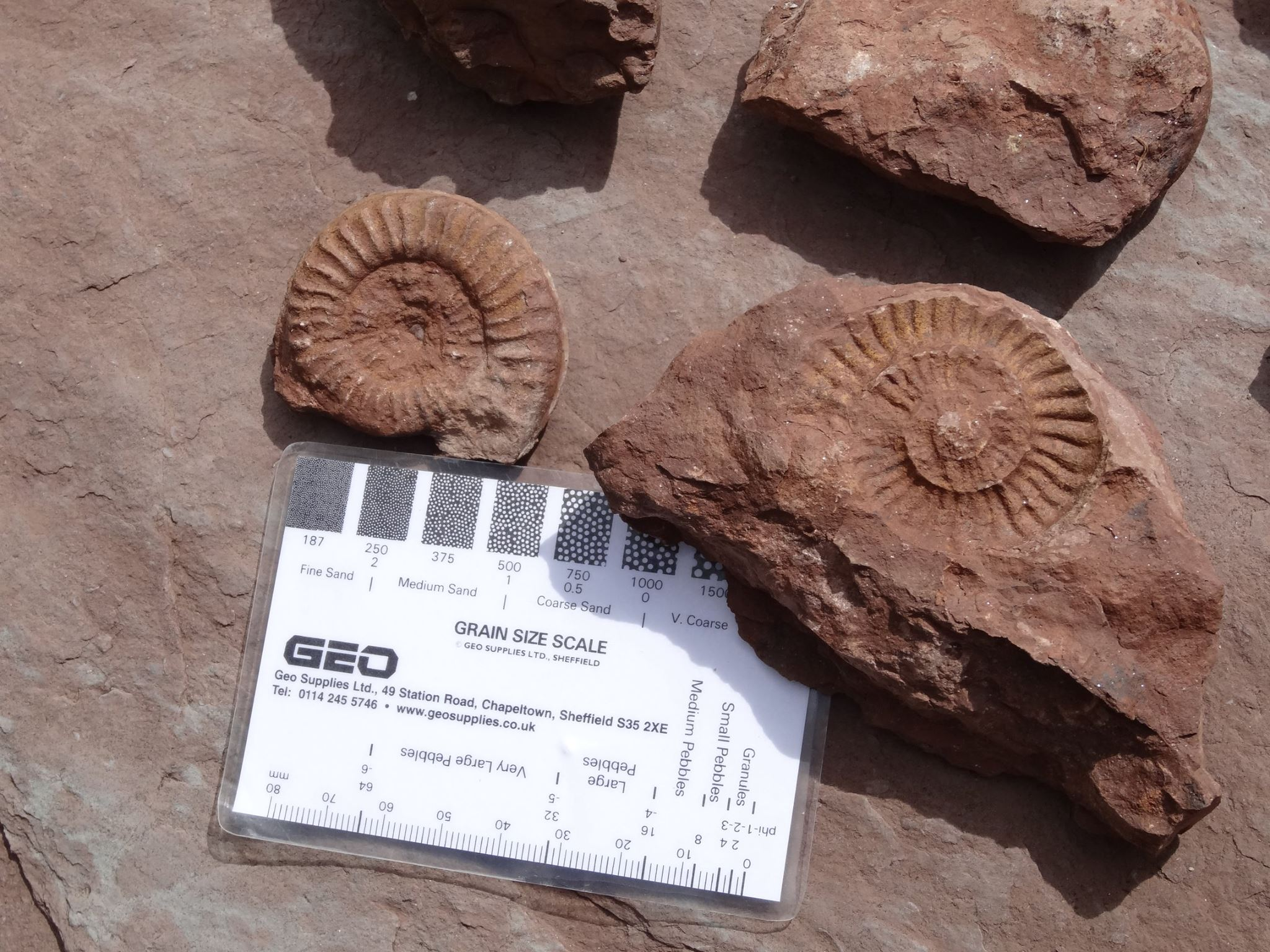
Placchetta di Calcare di Morbio con ammonite fossile (Arieticeras). Cesana Brianza (ex cava dell'Alpetto).

## Ambiente sedimentario
L'unità è una tipica facies di rosso ammonitico e rappresenta l'espressione sedimentaria della sequenza bacinale lombarda del Giurassico inferiore (Calcare di Moltrasio e Calcare di Domaro) in un contesto di altofondo pelagico. La formazione del Bacino Lombardo è strettamente connessa all'apertura del bacino oceanico ligure-piemontese, nella parte più occidentale della Tetide. Dal Triassico superiore (Norico) al Giurassico medio un'intensa fase di rifting ha interessato l'attuale area delle Alpi meridionali, facente parte della microplacca Adria, di pertinenza africana, scomponendo quella che era stata un'area a sedimentazione prevalente di acque basse in facies di piattaforma carbonatica in un bacino in via di approfondimento articolato a sua volta in alti strutturali (horst) e fosse (graben), con la deposizione di sedimenti pelagici o torbiditici di profondità sempre maggiore. In Italia, la sedimentazione del Calcare di Morbio è particolarmente sviluppata nel contesto del paleoalto strutturale dei Corni di Canzo, esteso in affioramento nell'area di Canzo e sul versante meridionale del Monte Cornizzolo (sopra Cesana Brianza), con eccellenti esposizioni nell'ex "cava dell'Alpetto" (ora dismessa) che serviva la “Società-Fabbrica di Cemento Portland Montandon & C.” situata a Merone.

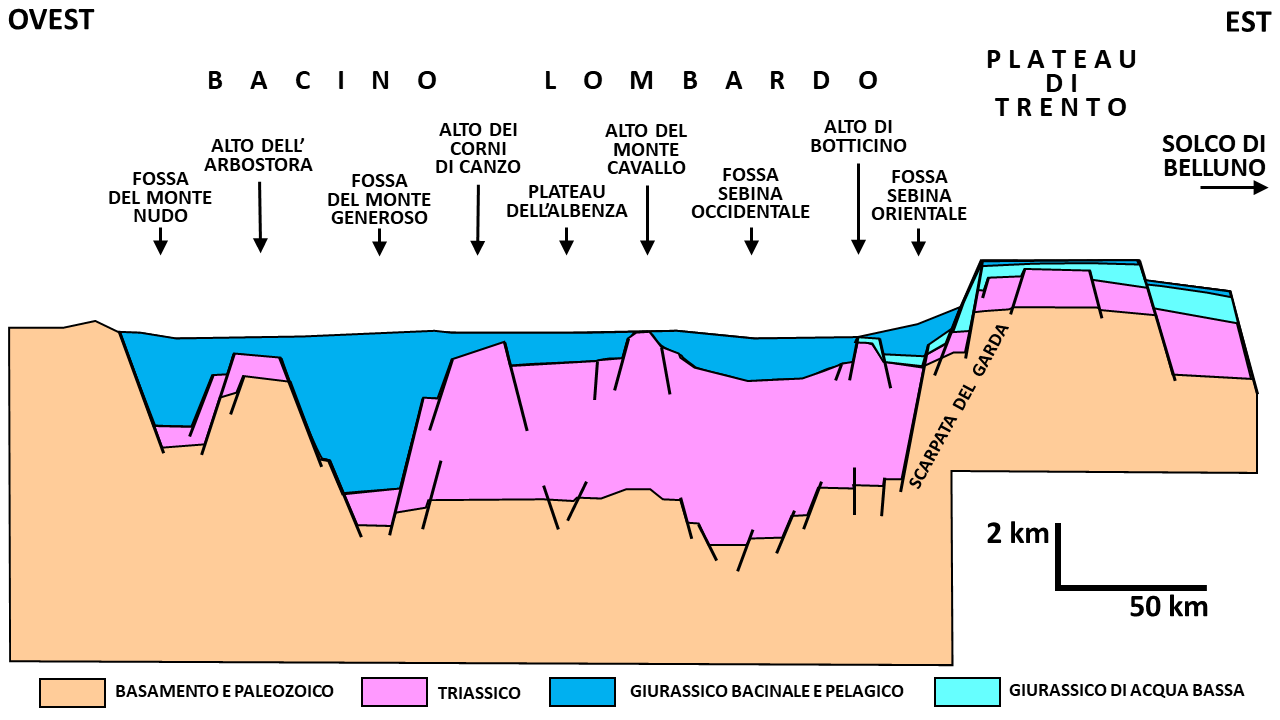
Sezione schematica est-ovest del Bacino Lombardo alla fine del Giurassico. Scale indicative.

L'ambiente di deposizione è di altofondo pelagico situato poco sopra la superficie di compensazione dell'aragonite (ACD), sotto l'influenza di correnti di fondo termoaline, in condizioni di buona ossigenazione che favorivano la proliferazione di organismi (sia bentonici che necto-planctonici).

## Rapporti stratigrafici e datazione
Il Calcare di Morbio passa al Calcare di Domaro per chiusura laterale contro paleofaglie di età giurassica che delimitavano il paleoalto dei Corni di Canzo. La formazione giace sul Calcare di Domaro e passa verso l'alto con un passaggio netto alla Formazione di Sogno (SOG - Toarciano inferiore) per sostituzione dei calcari nodulari rosati con argilliti micacee e marne turchine. Localmente, ove la Formazione di Sogno non è presente per assenza di deposizione, l'unità passa al Rosso Ammonitico Lombardo (RAL), con una litofacies simile (calcari nodulari) ma decisamente più marnosa di colore più uniforme rosso mattone (Toarciano-Aaleniano). Ove anche il RAL è in lacuna sedimentaria, il KMO passa direttamente alla Maiolica (Cretacico inferiore) con interposizione di un livello spesso da alcuni decimetri a circa 1 m di argille residuali rappresentanti il Giurassico medio-superiore.
In base al contenuto fossilifero (ammoniti) la formazione è databile al Pliensbachiano superiore (Domeriano)-Toarciano basale.
Lo spessore varia da 12-14 m alla Breggia e all'Alpe del Viceré fino a una sessantina di metri nella zona di Cesana Brianza.

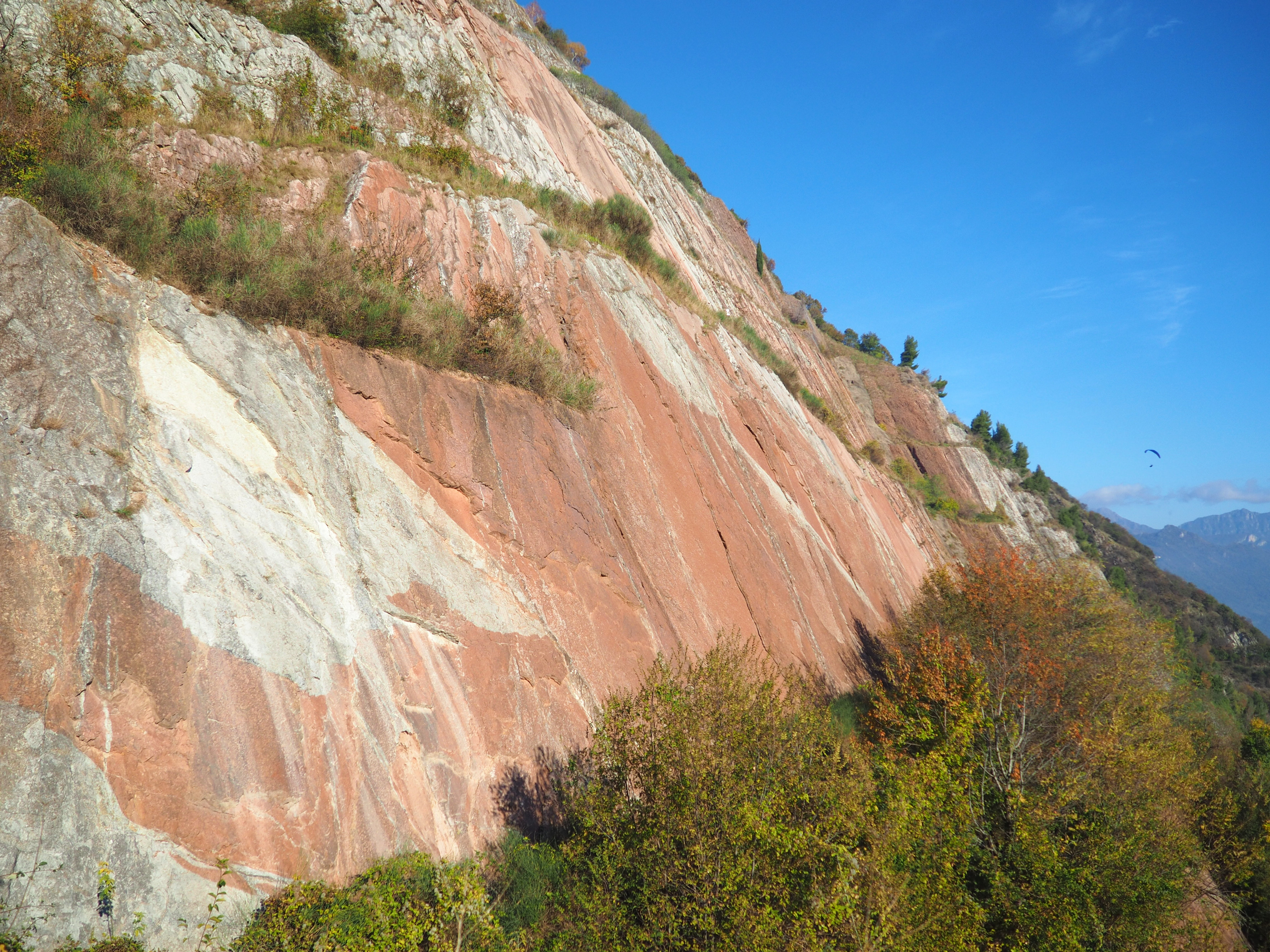
Gli strati più alti stratigraficamente del Calcare di Morbio a Cesana Brianza (ex cava dell'Alpetto), immergenti verso sud (inclinazione: circa 70°). Verso destra è visibile la parte alta della serie che comprende il Rosso Ammonitico Lombardo, il Gruppo del Selcifero Lombardo e la Maiolica.
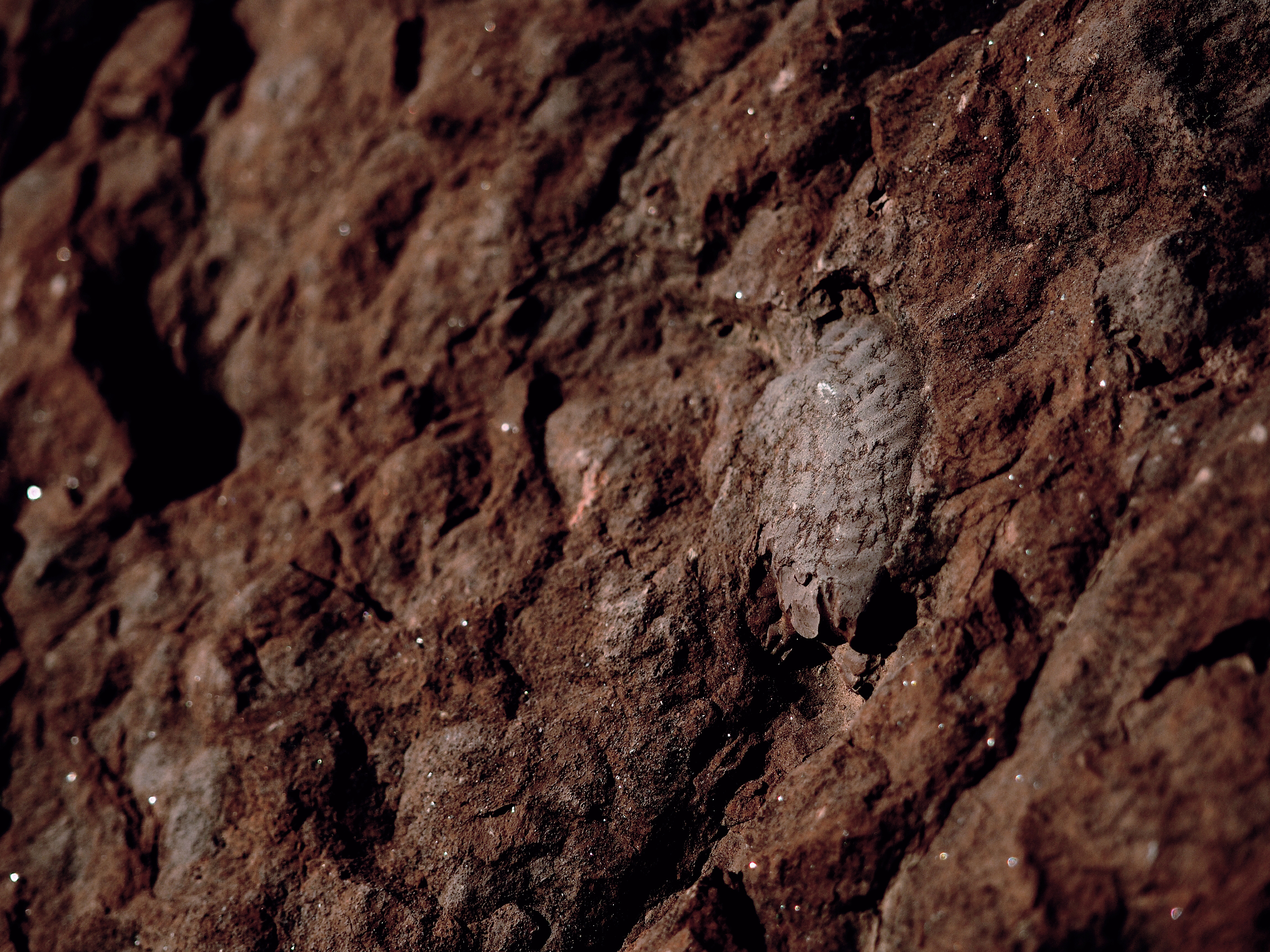
Particolare di superficie di strato del Calcare di Morbio con un frammento di fossile di ammonite (visibile la linea di sutura, probabilmente di un hildoceratide); la superficie di interstrato è ricca di frammenti di mica.
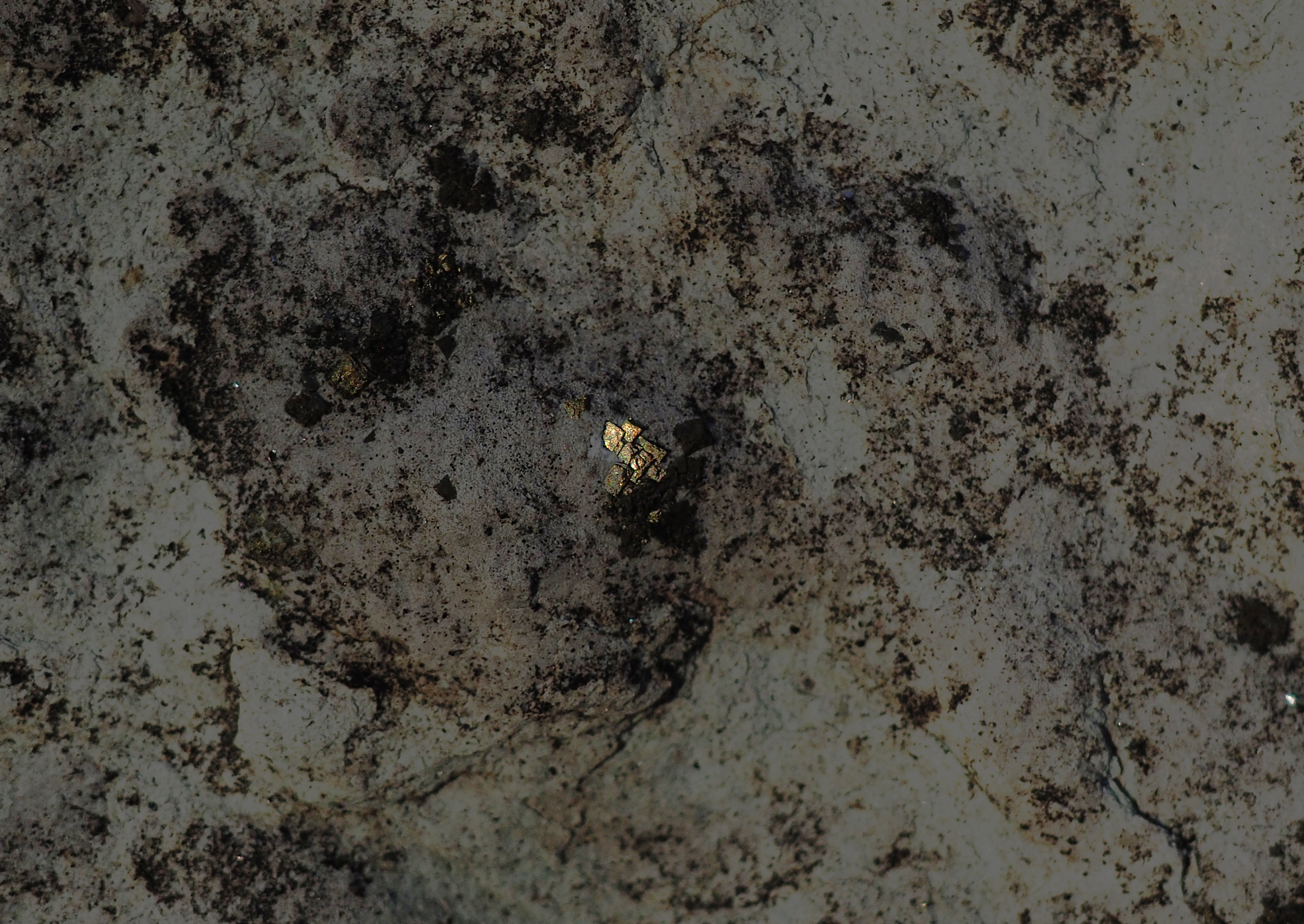
Particolare di superficie di strato con un "nido" di millimetrici cristalli di pirite.
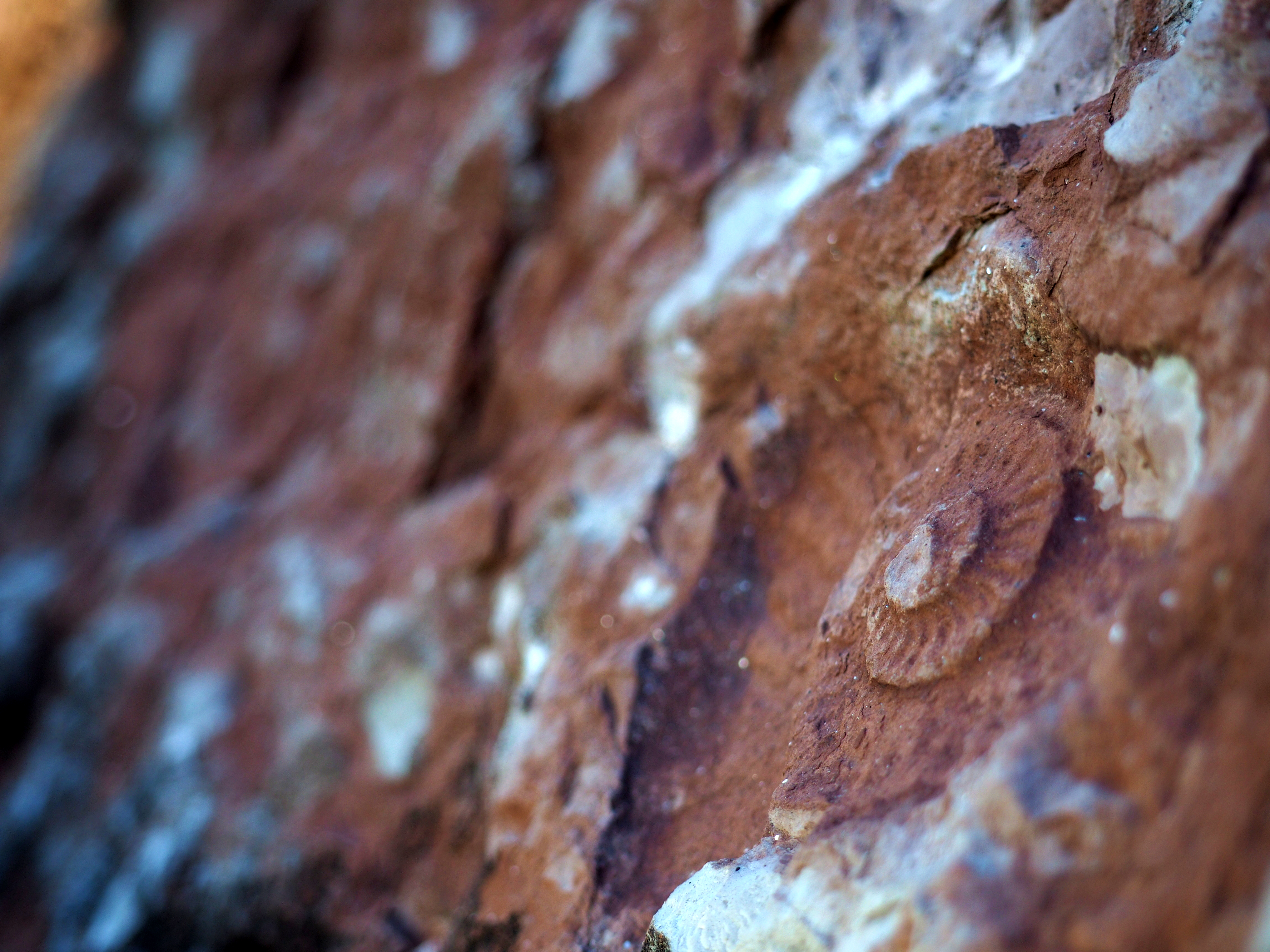
Superficie di strato con impronta di ammonite (probabilmente un dactylioceratide).
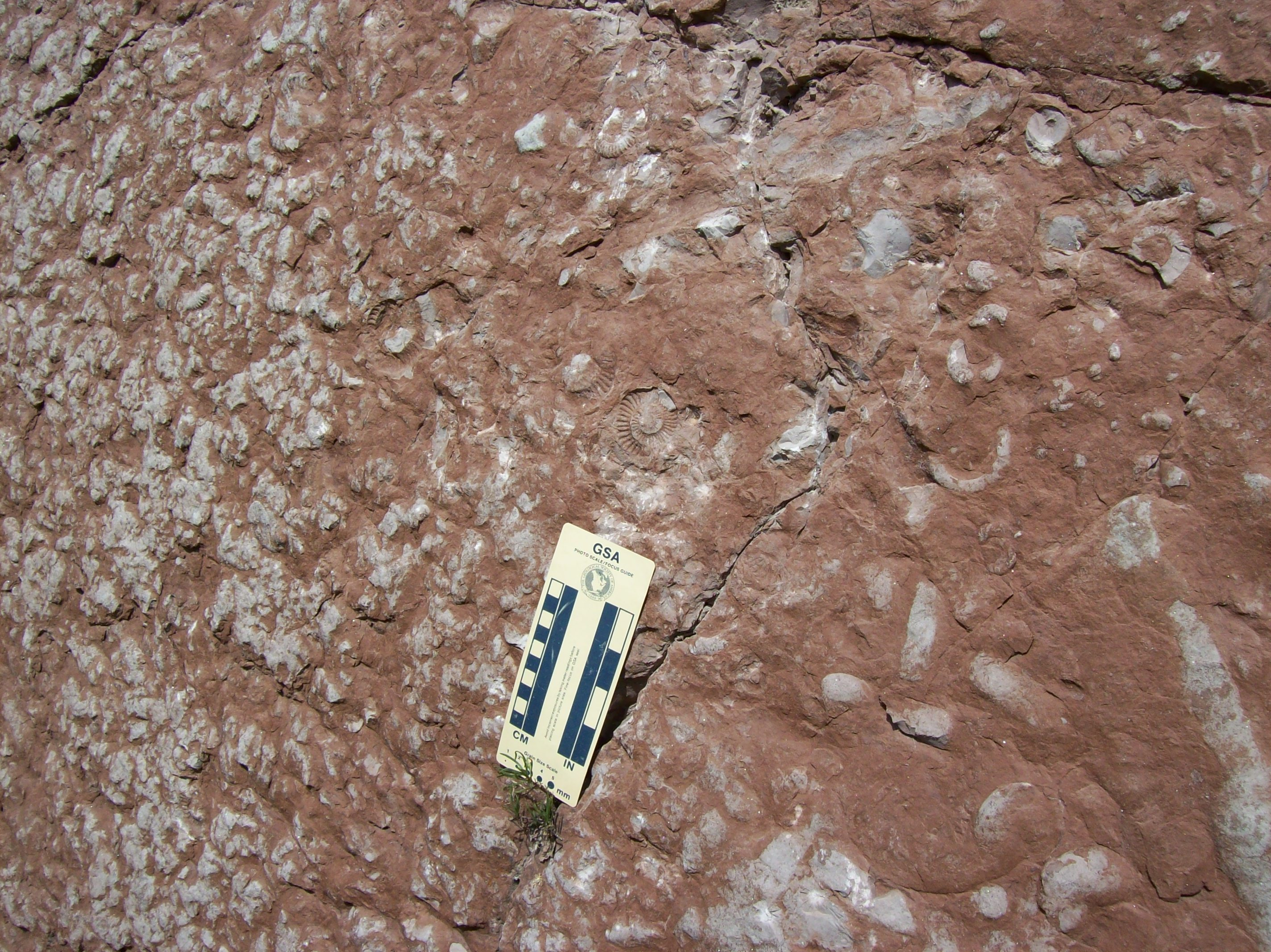
Superficie di strato in cui sono ben visibili i noduli carbonatici (più chiari) immersi in una matrice marnosa rossastra. Sono visibili anche diverse impronte e resti corrosi di ammoniti (generi Dactylioceras e Arieticeras lato sensu).
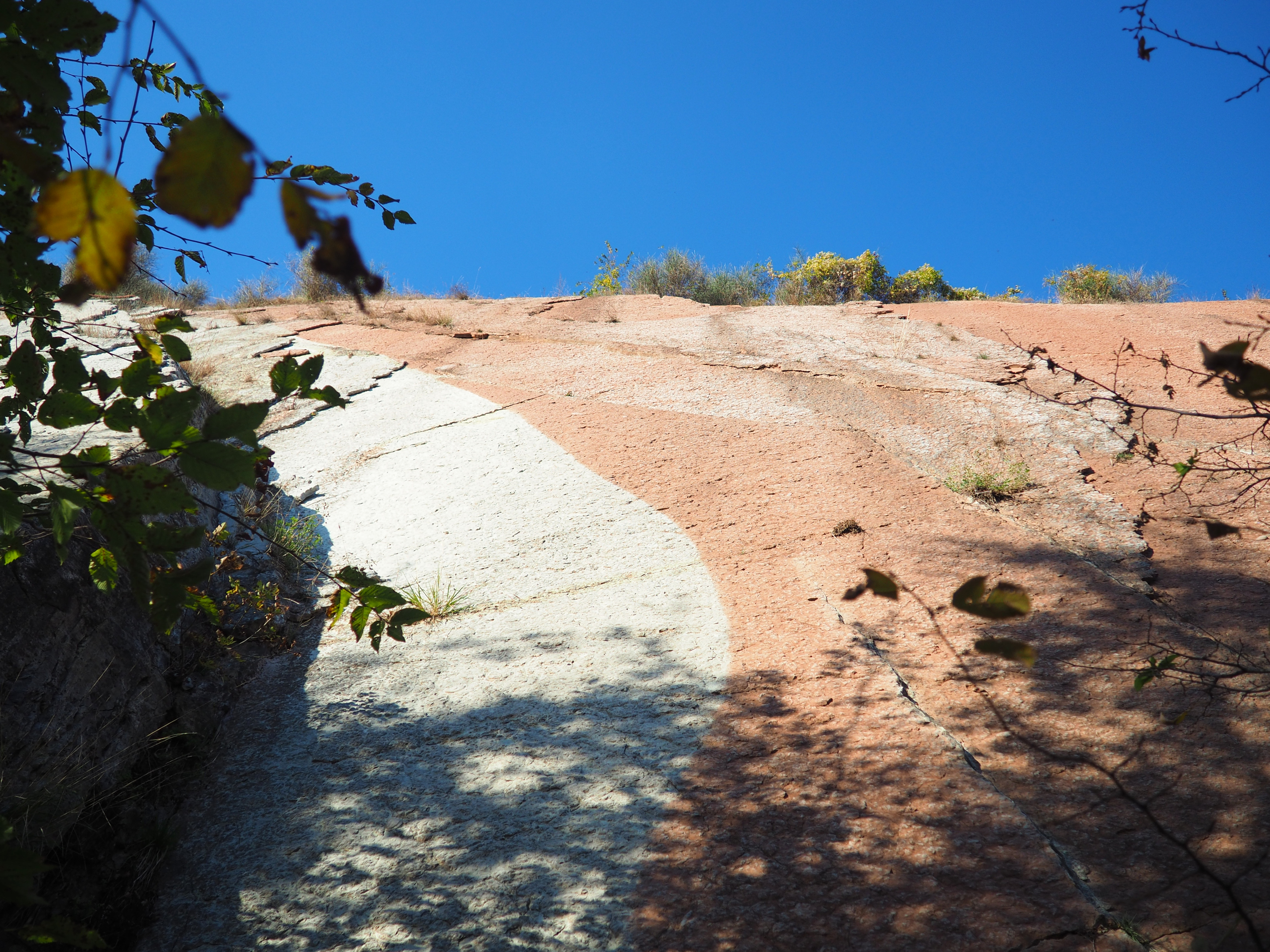
Superficie di strato di Calcare di Morbio con brusco passaggio laterale da colorazione rosso-mattone a turchina; queste variazioni di colore sono verosimilmente di origine diagenetica e post-deposizionale.

### Esplicative
1. ↑  La designazione nominale deriva dai paesi di Morbio Superiore, frazione del comune di Breggia, e Morbio Inferiore nel Canton Ticino; la serie su cui è stata descritta originariamente l'unità (Wiedenmayer, 1980) affiora nel letto del Torrente Breggia, che attraversa il territorio comunale. Quest'unità è stata considerata nell'accezione originale come membro del Rosso Ammonitico; nei più recenti Fogli 75 e 76 1/50000 della Carta Geologica d'Italia (e relativa descrizione) viene elevata di rango a formazione.
2. ↑  Foglio 75 1/50000 - Como della Carta Geologica d'Italia; estremità sud est (sopra Cesana Brianza).

### Bibliografiche
1. 1 2 3 4 5 6  Michetti et al., p. 71.
2. 1 2 3 4  Gaetani et al. (2012), p. 81.
3. ↑  Erba et al. (2022), p. 453-454, fig. 1F.